# Lille skestork
Lille skestork (Platalea minor) er en fugl i familien ibisser. Arten har det mindste udbredelsesområde af alle skestorke, og det er den eneste, som anses for truet. Den er knyttet til kystområder i Østasien, og man mener, at den tidligere har været almindelig i størstedelen af sit udbredelsesområde. I nutiden er den kun kendt som rugende på nogle små klippeøer langs vestkysten af Nordkorea, mens den har tre overvintringsområder ved Hong Kong, Taiwan og i Vietnam, og derudover har man set den på træk visse andre steder.

## Bestand
Artens totale population af adulte individer blev i 2012 vurderet til at være cirka 1600.
Man mener, at hovedårsagen til nedgangen i artsantallet ligger i ødelæggelsen af dens biotop eller mere præcist i "udnyttelsen" af tidevandsbankerne til landbrugsformål og senest til akvakulturer og industrialisering. Koreakrigen (1950-1953) må også have haft en negativ virkning på arten, for fuglene holdt op med at yngle i Sydkorea ved den tid. I Japan, hvor den var almindelig som overvintrende, blev den voldsomt sjælden i samme periode, og i de seneste år har man ikke haft en vinter, hvor man har observeret mere end 5 fugle.[kilde mangler]

## Beskyttelse
Netop nu er arten nogenlunde godt beskyttet i Nordkorea, hvor de små yngleøer langs kysterne er erklæret som beskyttelseszone med begrænset adgang. Arten er dog truet på mange måder, særligt i vinterkvartererne. Behovet for arealer til industriformål er stort på overvintringsstederne i Taiwan, mens pladserne i Vietnam omdannes til rejeopdræt, selv om de befinder sig midt i et område under Ramsar-konventionen. I Hong Kong forhindrer forstyrrelser fra fiskere og muslingedyrkere ofte fuglene i at æde ved lavvande. Derudover vil forureningen sandsynligvis blive et væsentligt problem med den fortsatte forøgelse af befolkningstallene i Fjernøsten.